# 初雫
初雫（はつしずく）は、農研機構（旧農林水産省北海道農業試験場）により育成されたイネの品種の1つ。北海道に適した酒造好適米。

## 品種特性
熟期は、中生の早で多収。耐冷性は極強、耐倒伏性は中。千粒重は24.1gでやや大粒。玄米に酒造好適米特有の心白（しんぱく）は発現しないものの、タンパク質含量は少なく、粘り気も少なくてさばけが良いため製麹性が良く、酒造適性が高い。

## 育成経過
北海278号の系統番号で試験に供試され、1998年に水稲農林354号「初雫」として命名登録された。北海道産、初の酒造好適米。
系統番号である「278」（にーななはち）を酒の名前にしている酒造メーカーもある。
交配組合せ：マツマエ／上育116号//北海258号